# Stryker Brigade Combat Team

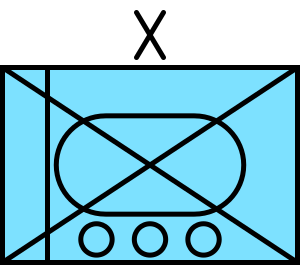
Taktisches Zeichen eines SBCT

Ein Stryker Brigade Combat Team (SBCT) ist eine verstärkte Brigade (Brigade Combat Team) der US Army mit ca. 3900 Soldaten und damit die zweitgrößte Variante der drei Kampfbrigadentypen der Army und wurde erstmals 2002 aufgestellt. Die Besonderheit der Stryker-Brigaden ist ihr Transport- und Kampfmittel, der Stryker, ein vierachsiger 8x8-Radpanzer und die damit verbundene weltweite Verlegbarkeit innerhalb von 96 Stunden (mit Transportflugzeugen der Typen C-5 Galaxy, C-17 Globemaster III und C-130 Hercules).

## Geschichte
Im Rahmen der Transformation der United States Army wurde das Konzept der Stryker Brigade Combat Teams entwickelt und erstmals 2002 umgesetzt. Die erste gefechtsmäßige Verlegung und Einsatz eines Stryker Brigade Combat Team fand 2003 statt, als eine Brigade dieses Typs in den Irak (bei Mosul) verlegt wurde.
Die Umsetzung dieses neuen Brigadekonzeptes seit 1997 sollte eigentlich bis 2005 abgeschlossen sein, dauert aber immer noch an und wird voraussichtlich bis 2009 abgeschlossen sein. Das übliche Bewilligungsprozedere sowie die in der Zeit geführten militärischen Konflikte führten zu Verzögerungen in der Beschaffung. Es führte und führt nicht nur zu einer Standardisierung der einzelnen Kampfbrigaden innerhalb der Divisionen, sondern auch zu einer Verringerung von „Reibungsverlusten“ in der Kommandostruktur und im Informationsfluss zwischen den einzelnen Waffengattungen innerhalb des militärischen Großverbandes. Durch die Verschlankung der Nachrichtenwege, beispielsweise durch eigene Aufklärungs- und Feuerunterstützungselemente innerhalb der Brigade, wurden die Zielfindung und die Kampfkraft optimiert, so dass auch Teile der Unterstützungselemente eingespart werden konnten. Die einzige Kampfunterstützung, die die Division von außen noch benötigt, ist die der Air Force oder der US Navy.

## Organisation

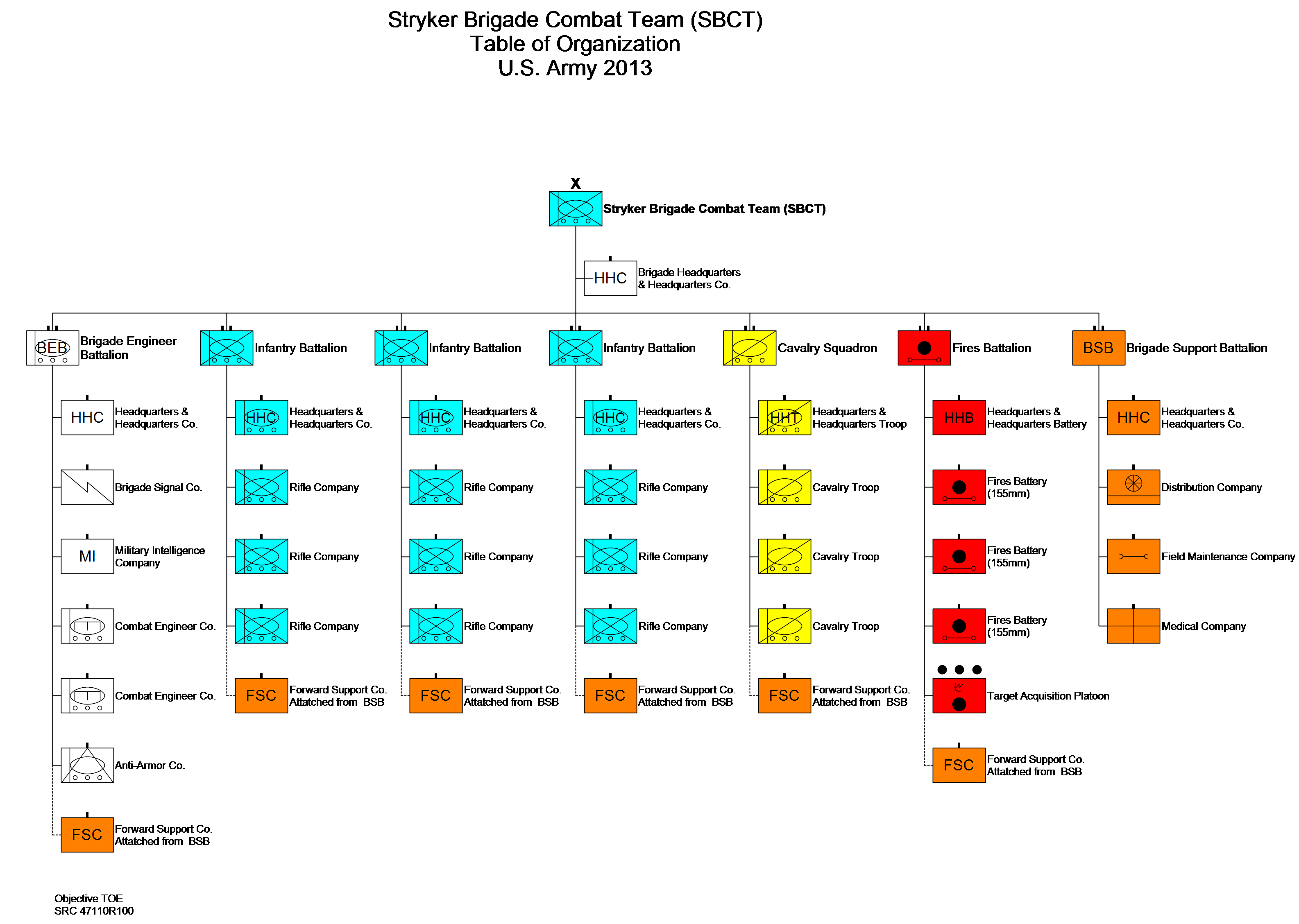
Struktur eines Stryker Brigade Combat Team, Stand 2013

Da das Konzept der Stryker-Brigaden bereits vor dem Amtsantritt von Gen. Peter J. Schoomaker, dem geistigen Vater der Heeresreform (transformation), entwickelt wurde, verfügt ein Stryker Brigade Combat Team anstatt über zwei, über drei Kampf-Bataillone plus einem Aufklärungsbataillon. Dadurch hat dieser Brigadetyp auch den zweitgrößten Personalbestand der US-Kampfbrigaden, denn die Armored Brigade Combat Teams (ABCT) (schweren Panzerbrigaden) bestehen aus ca. 4200 Soldaten und die Infantry Brigade Combat Teams (IBCT) (Infanteriebrigaden) aus rund 3200. Ein Stryker Brigade Combat Team verfügt über bis zu 300 Stryker-Radpanzer.
Zusammensetzung
- Headquarters Company (Stabskompanie)

- Reconnaissance, surveillance, and target acquisition squadron (Aufklärungsbataillon) mit drei Aufklärungskompanien mit je 14 Stryker RV und zwei Stryker MC, einem Drohnenaufklärungszug und zwei 120-mm-Mörser-Aufklärungszügen.

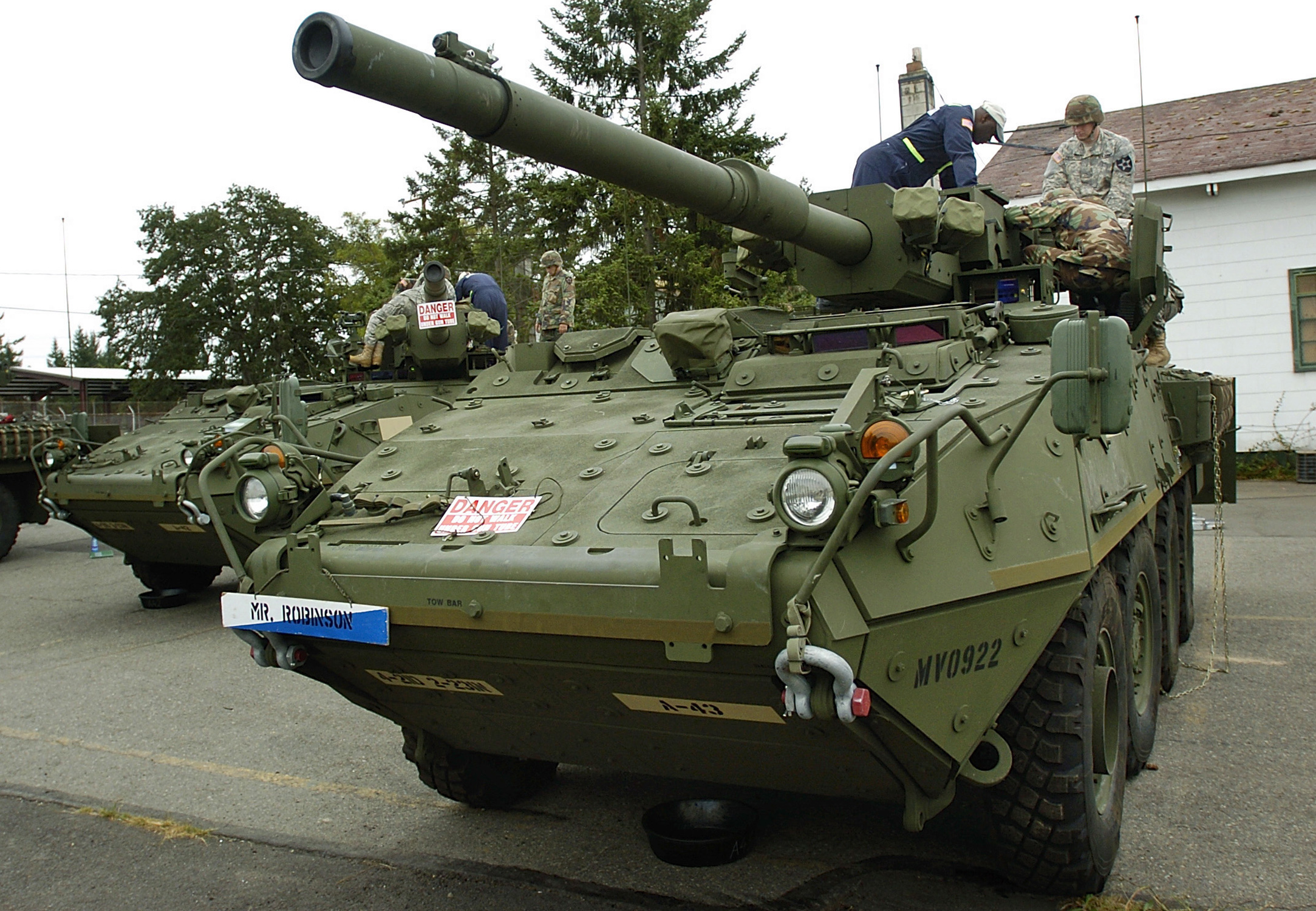
Kanonenversion MGS

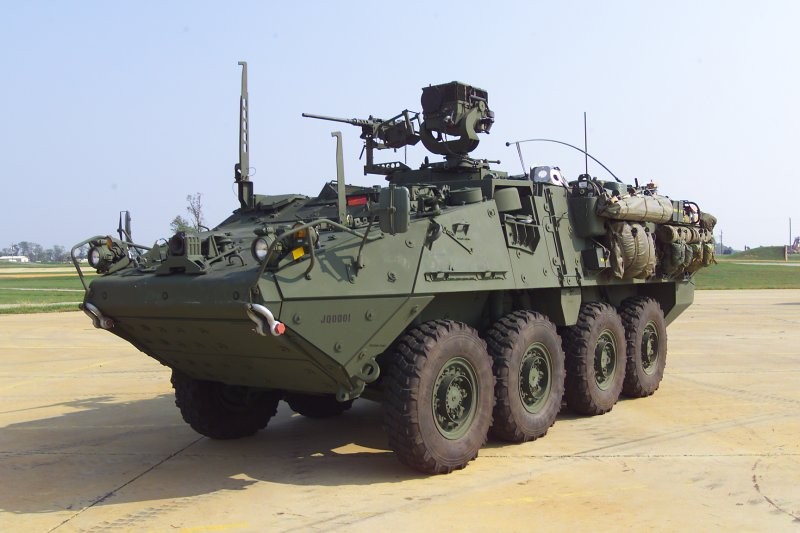
Aufklärungsversion RV mit Kamerasystem

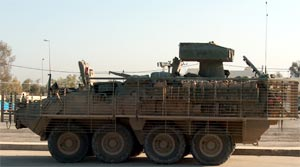
Panzerabwehrversion ATGM mit TOW

- 3 Stryker infantry battalions bestehend aus drei Infanteriekompanien mit je zwölf Stryker ICV [Truppentransporter], drei Stryker MGS [Kanonenplattformen] und zwei Stryker MC [120-mm-Mörser], einem Aufklärungszug, einem Sanitätszug und einer Scharfschützengruppe.

- Anti-tank company (Panzerabwehrkompanie mit neun Stryker mit dem Panzerabwehrsystem TOW)

- Fires battalion (Artilleriebataillon mit drei Batterien mit je sechs M777 155-mm-Haubitzen sowie einem Feuerunterstützungs- und einem Feuerleitzug)

- Engineer Company (Pionier-Kompanie)

- Signal Company (Fernmeldekompanie)

- Military Intelligence Company (nachrichtendienstliche Aufklärungskompanie mit eigenem Drohnenaufklärungszug)

- Support Battalion (Unterstützungsbataillon mit Transport-, Instandsetzungs- und Sanitäts-Kompanie)

## Aktuelle Stryker Brigade Combat Teams
In der Army sind zurzeit neun Brigaden dieses Typs im Dienst, davon eine als eigenständiger Verband, weitere sechs als aktive Brigaden von Divisionen und zwei Brigaden der Army National Guard.
Selbständige Brigaden
- 2nd Cavalry Regiment (selbständige Brigade) in Vilseck (Truppenübungsplatz Grafenwöhr).

- 3rd Cavalry Regiment (selbständige Brigade) in Fort Hood, Texas

Aktive Divisionsbrigaden
- 1st Stryker Brigade Combat Team, (Teil der  4th Infantry Division) in Fort Carson, Colorado

- 2nd Stryker Brigade Combat Team, (Teil der  4th Infantry Division) in Fort Carson, Colorado

- 1st Stryker Brigade Combat Team, (Teil der  25th Infantry Division) in Fort Wainwright, Alaska

- 1st Stryker Brigade Combat Team, Ghost Brigade (Teil der  2nd Infantry Division), in Fort Lewis, Washington

- 2nd Stryker Brigade Combat Team, Lancer Brigade, (Teil der 2nd Infantry Division) stationiert in Fort Lewis, Washington.

Army National Guard
- 56th Stryker Brigade Combat Team (Teil der 28th Infantry Division) stationiert in Horsham Air Guard Station, Pennsylvania (Pennsylvania Army National Guard)
- 81st Stryker Brigade Combat Team (Teil der 7th Infantry Division) stationiert in Seattle, Washington (Washington, Oregon und California Army National Guard)